# Grand Prix Formule 1 van Spanje 2001
De Grand Prix Formule 1 van Spanje 2001 werd gehouden op 29 april 2001 op het Circuit de Catalunya in Barcelona.

## Verslag
Voor de start liet David Coulthard zijn motor afslaan en moest achteraan beginnen.
Michael Schumacher kwam wel goed weg en werd gevolgd door Mika Häkkinen.  In zijn poging om gauw terrein te winnen beschadigde Coulthard zijn voorvleugel en kon weer opnieuw beginnen.
Juan Pablo Montoya maakte vanuit het middenveld een erg goede start en schoof van plaats 11 naar 6.
Ralf Schumacher spinde na 20 ronden uit de race,  terwijl eerder al Frentzen uit de race spinde tijdens een mislukte inhaalpoging op De la Rosa.
Mika Häkkinen wist na de tweede serie pitstops, dankzij het rijden van een aantal snelle ronden, Michael Schumacher te passeren.
Ondertussen viel ook Rubens Barrichello uit  en klom David Coulthard langzaam, maar zeker op naar de zesde plaats.
Häkkinen liep steeds meer uit op Schumacher, die een probleem leek te hebben met zijn Ferrari.  
Voor de Fin leek het uit te lopen op de vierde opeenvolgende zege op het circuit van Barcelona,  tot in de laatste ronde de McLaren plots vertraagde en er vonken en rook uit de achterkant kwamen.  Voor Häkkinen zat er niets anders op dan de wagen in het gras uit te laten rollen, terwijl Michael Schumacher hem voorbijreed richting de overwinning.
Naast Schumacher stonden op het erepodium Juan Pablo Montoya (voor het eerst op het podium)  en Jacques Villeneuve.

## Uitslag
| Positie | Nummer | Rijder                | Team               | Ronden | Tijd/Opgave   | Startplaats | Punten |
| ------- | ------ | --------------------- | ------------------ | ------ | ------------- | ----------- | ------ |
| 1       | 1      | Michael Schumacher    | Scuderia Ferrari   | 65     | 1:31:03.305   | 1           | 10     |
| 2       | 6      | Juan Pablo Montoya    | Williams-BMW       | 65     | +40.738       | 12          | 6      |
| 3       | 10     | Jacques Villeneuve    | BAR-Honda          | 65     | +49.626       | 7           | 4      |
| 4       | 12     | Jarno Trulli          | Jordan-Honda       | 65     | +51.253       | 6           | 3      |
| 5       | 4      | David Coulthard       | McLaren - Mercedes | 65     | +51.616       | 3           | 2      |
| 6       | 16     | Nick Heidfeld         | Sauber - Petronas  | 65     | +1:01.893     | 10          | 1      |
| 7       | 9      | Olivier Panis         | BAR-Honda          | 65     | +1:04.977     | 11          |        |
| 8       | 17     | Kimi Räikkönen        | Sauber - Petronas  | 65     | +1:19.808     | 9           |        |
| 9       | 3      | Mika Häkkinen         | McLaren - Mercedes | 64     | Koppeling     | 2           |        |
| 10      | 22     | Jean Alesi            | Prost Grand Prix   | 64     | +1 Ronde      | 15          |        |
| 11      | 23     | Luciano Burti         | Prost Grand Prix   | 64     | +1 Ronde      | 14          |        |
| 12      | 14     | Jos Verstappen        | Arrows - Asiatech  | 63     | +2 Rondes     | 17          |        |
| 13      | 21     | Fernando Alonso       | Minardi            | 63     | +2 Rondes     | 18          |        |
| 14      | 7      | Giancarlo Fisichella  | Benetton Formula   | 63     | +2 Rondes     | 19          |        |
| 15      | 8      | Jenson Button         | Benetton Formula   | 62     | +3 Rondes     | 21          |        |
| 16      | 20     | Tarso Marques         | Minardi            | 62     | +3 Rondes     | 22          |        |
| Ret     | 2      | Rubens Barrichello    | Scuderia Ferrari   | 49     | Wielophanging | 4           |        |
| Ret     | 18     | Eddie Irvine          | Jaguar Racing      | 48     | Motor         | 13          |        |
| Ret     | 5      | Ralf Schumacher       | Williams-BMW       | 20     | Remmen        | 5           |        |
| Ret     | 15     | Enrique Bernoldi      | Arrows - Asiatech  | 8      | Benzinedruk   | 16          |        |
| Ret     | 19     | Pedro de la Rosa      | Jaguar Racing      | 5      | Botsing       | 20          |        |
| Ret     | 11     | Heinz-Harald Frentzen | Jordan-Honda       | 5      | Remmen        | 8           |        |

## Wetenswaardigheden
- Eerste podium: BAR-Honda
- Traction control is in deze race weer teruggekeerd sinds het verbannen was in 1994.
- David Coulthard startte achteraan.
- Mika Häkkinen was onderweg naar zijn eerste zege van het seizoen  en leidde met een grote voorsprong op Michael Schumacher, In de laatste ronde begaf zijn motor het echter zodat Michael Schumacher de race won. Hakkinen was nog wel geklasseerd als 9de. Tien jaar eerder overkwam dit Nigel Mansell in de GP van Canada 1991.
- Luciano Burti ging van het Jaguar-team naar het Prost-team om de ontslagen Gaston Mazzacane te vervangen. Pedro de la Rosa verving Burti bij Jaguar.

## Statistieken
| Snelste ronde | Michael Schumacher | Scuderia Ferrari | 1:21.151 |

## Noot
- Dit was de eerste podiumplaats voor Juan Pablo Montoya en voor een Colombiaanse coureur.

1913 · 1923 · 1926 · 1927 · 1933 · 1934 · 1935 · 1951 · 1954 · 1967 · 1968 · 1969 · 1970 · 1971 · 1972 · 1973 · 1974 · 1975 · 1976 · 1977 · 1978 · 1979 · 1980 · 1981 · 1986 · 1987 · 1988 · 1989 · 1990 · 1991 · 1992 · 1993 · 1994 · 1995 · 1996 · 1997 · 1998 · 1999 · 2000 · 2001 · 2002 · 2003 · 2004 · 2005 · 2006 · 2007 · 2008 · 2009 · 2010 · 2011 · 2012 · 2013 · 2014 · 2015 · 2016 · 2017 · 2018 · 2019 · 2020 · 2021 · 2022 · 2023 · 2024 · 2025 · 2026